# Cascavel (Paraná)
Cascavel ist ein brasilianisches Munizip im Westen des Bundesstaats Paraná. Es hatte 2024 geschätzt 364.104 Einwohner, die sich Cascavelenser nennen. Seine Fläche beträgt 2.091 km². Es liegt 794 Meter über dem Meeresspiegel.

## Etymologie
Cascavel trug im Verlauf der ersten Hälfte des 20. Jahrhunderts wechselnde Namen:
- Der Ort geht auf einen alten Tropeiro-Rastplatz an der Handelsroute von Foz do Iguaçu nach Guarapuava zurück, der Encruzilhada dos Gomes (deutsch: Kreuzung der Gomes) genannt wurde.
- Der Volksglaube besagt, dass der Name Cascavel auf die Zeit des Baus der Straße von Colônia Mallet nach Foz do Iguaçu um 1920 zurückgeht, als Tropeiros ihr Lager an der Encruzilhada dos Gomes am heutigen Rio Cascavel aufgeschlagen hatten. Eines Nachts hörten sie das laute Rasseln einer Klapperschlange. Der Ort wurde dann Pouso da Cascavel (deutsch: Rastplatz Klapperschlange) und der Bach Riacho Cascavel (deutsch: Klapperschlangenbach) genannt. Binnen Kurzem wurde dieser Name auf Landkarten verwendet.
- Bei der Grundsteinlegung für die Kirche taufte Pfarrer Guilherme Maria Thiletzek 1934 den Ort auf den Namen Encruzilhada de Aparecida dos Portos.
- Als der Ort 1938 zum Distrikt von Foz do Iguaçu erhoben wurde, erfolgte dies unter dem Namen Cascavel.
- Während der Zeit der Zugehörigkeit zum Território Federal do Iguaçu 1943 bis 1946 trug der Ort den Namen Guairacá. Die öffentliche Meinung favorisierte aber immer Cascavel.[2] [3]

## Geschichte

### Urbevölkerung
Ursprünglich lebten Kaingang im Gebiet von Cascavel. Die europäische Besiedlung begann 1557 durch die Spanier, als sie Ciudad del Guairá, das heutige Guaíra, gründeten. Im Jahr 1632 siedelten die meisten Einwohner aus dem Gebiet des heutigen Paraná an das westliche, paraguayische Ufer des Rio Paraná um, um der Versklavung durch Bandeirantes zu entgehen. Das Land unterlag jetzt der Herrschaft der Bandeirantes, die es jedoch nicht wieder besiedelten.

### Besiedlung
Eine erneute Besiedlung begann 1730 mit Tropeiros, an deren Rastplätzen entlang der Handelsroute kleine Siedlungen entstanden. Die nachhaltige Besiedlung des Gebiets begann tatsächlich erst Ende der 1910er Jahre auf dem Höhepunkt des Erva-Mate-Zyklus durch Siedler und Nachkommen slawischer Einwanderer.
Die Entwicklung von Foz do Iguaçu und die vielen Arbeiter, die dorthin kamen, trugen wesentlich zur Gründung von Cascavel bei. Viele Bewohner der Region betrieben das Geschäft der Pousos, die Verpflegungs- und Rastplätze für die Tropeiros (Fernhändler und Viehtreiber) und ihre Tiere darstellten. An einem dieser Rastplätze fanden einmal ein paar Tropeiros eine große Anzahl von Klapperschlangennestern. Aus diesem Grund wurde der Bach als Rio Cascavel (Schlangenfluss) bekannt. Die Anlegestelle, wo die Schneisen und Pfade der Siedler und Händler zusammentrafen, wurde nach einer der ansässigen Familien Encruzilhada dos Gomes genannt.

### Gründung
José Silvério de Oliveira, genannt Nhô Jeca (Nhô ist Kurzform von Senhor = Herr, Jeca = Hinterwäldler, Bauerntölpel; Jeca Tatu ist ein Bauerntölpel im Hinterland von São Paulo, dem Monteiro Lobato 1918 mit seinem erfolgreichen Buch Urupês ein Denkmal setzte) oder Tio Jeca (Onkel Jeca = Hinterwäldler, Bauerntölpel) aus Guarapuava wurde am 21. März 1888 geboren. Er war Kaufmann und Erbe ehemaliger Tropeiros. Er ließ sich in Pouso Alegre in der Nähe von Laranjeiras do Sul nieder, wo er eine Bar und ein Lagerhaus besaß. Er betrieb die Rodung der verbliebenen Wälder in der Region.
Er war einer der bekanntesten Propagandisten der Aliança Liberal, die sich für die Präsidentschaftskandidatur von Getúlio Vargas gegen Júlio Prestes zur Wahl vom 1. März 1930 einsetzte. Der Wahlsieg von Prestes hatte für Nhô Jeca in Guarapuava dramatische Konsequenzen. Er beschloss, von Pouso Alegre an die Encruzilhada dos Gomes zu ziehen, das er schon 1920 auf seinen Handelsfahrten kennengelernt hatte. Er pachtete ein Stück Land von Antônio José Elias aus Santa Catarina, der sich 1920 hier niedergelassen hatte. Der 28. März 1930, der Tag der Ankunft seiner Familie, gilt als Gründungstag von Cascavel.
Nach dem Staatsstreich vom 30. Oktober 1930 beschloss Nhô Jeca den Bau einer Stadt in Encruzilhada dos Gomes. So entstand aus dem Zusammenschluss der Häuser von Antônio José Elias und José Silvério de Oliveira die Vila Encruzilhada. Noch in den 1930er Jahren kamen einige Siedler polnischer Herkunft aus Santa Catarina nach Cascavel und bildeten die Kolonien Esperança und São João d'Oeste.
Durch eine Reihe von Gesetzen, die das rechtliche Eigentum an den Grundstücken an der Encruzilhada dos Gomes regeln sollten, wurde Nhô Jeca mit dem Dekret Nr. 20 vom 5. Januar 1931 plötzlich vom Pächter zum Eigentümer der Grundstücke. Die ursprüngliche Konzession, die für den Erwerb durch Antônio José Elias ausschlaggebend war, stammte nämlich aus einer der alten Konzessionen des Kaiserreichs. Nhô Jeca begann, Neusiedlern Land anzubieten. Er wollte eine kleine Stadt mit einem Verbrauchermarkt aufbauen und sein Geschäft ausbauen.

### Wirtschaftszyklen
Nach dem Zweiten Weltkrieg kamen viele Familien aus Santa Catarina und Rio Grande do Sul als Landwirte nach Cascavel. Dadurch wurde es möglich, andere Reichtümer wie Kaffee, Erva Mate und Holz zu erschließen.
Ab 1948 begann der Holzzyklus. Dadurch kamen mehr Familien aus dem Süden. Diese Bevölkerungsbewegung wurde als frente sulista (deutsch: Südfront) bekannt.
Mit der Einführung des traditionellen Kaffeeanbaus und der Verbesserung der Kaffeepreise kamen weitere Familien aus anderen Teilen Brasiliens, was die frente cafeeira (Kaffeefront) auslöste.

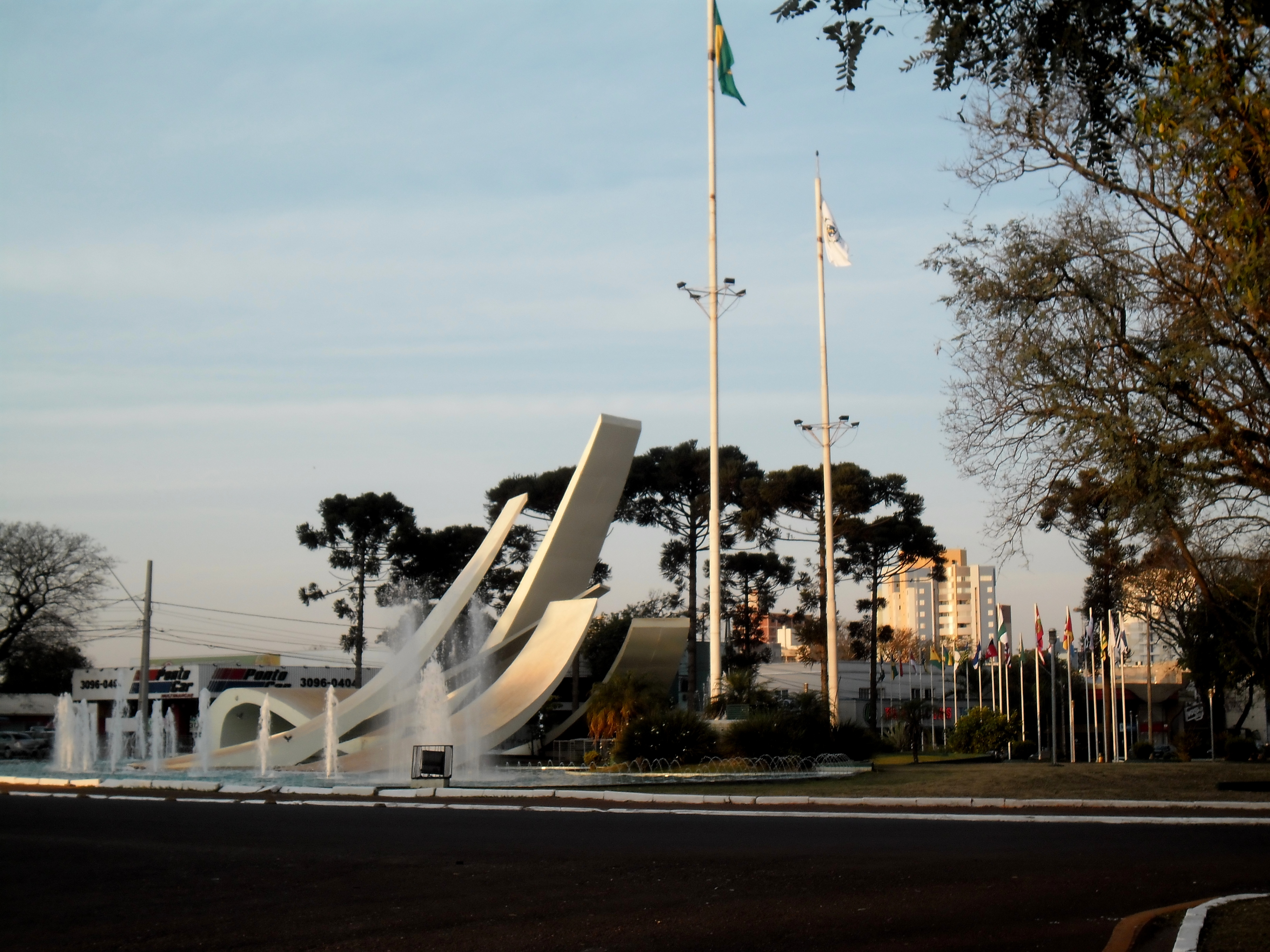
Migrantendenkmal auf der Praça dos Migrantes in Cascavel

In und um Cascavel trafen die Kolonisationsfronten aufeinander und trugen zum Fortschritt der Stadt bei. Zum Andenken an diese Fronten errichtete die Stadt das Migranten-Denkmal, das die hier ansässigen Migrationsfronten symbolisiert.
Die steigende Nachfrage führte zu einer Zunahme der Handels- und Gewerbebetrieben. Im Januar 1938 wurde der erste Gerichtsbezirk von Cascavel in der Gemeinde Foz do Iguaçu gegründet. Die Volkszählung von 1950 ergab für Cascavel eine Bevölkerung von 404 Einwohnern. Die Holzverarbeitung schuf viele Arbeitsplätze, das Bevölkerungswachstum war Ende der 1940er Jahre enorm, so dass der Ort 1951 zum Munizip erhoben werden konnte.
Der Holzzyklus ging mit der praktisch vollständigen Abholzung des ursprünglichen Waldes Ende der 1970er Jahre zu Ende. Es begann die Phase der Industrialisierung der Stadt, die mit einer Zunahme der Landwirtschaft (insbesondere Soja und Mais) und der Viehzucht einherging.

### Erhebung zum Munizip
Cascavel wurde durch das Staatsgesetz Nr. 790 vom 14. November 1951 aus Foz do Iguaçu ausgegliedert und in den Rang eines Munizips erhoben. Es wurde am 14. Dezember 1952 als Munizip installiert.

## Geografie

### Fläche und Lage
Cascavel liegt auf dem Terceiro Planalto Paranaense (der Dritten oder Guarapuava-Hochebene von Paraná). Seine Fläche beträgt 2091 km². Es liegt auf einer Höhe von 794 Metern.

### Vegetation
Das Biom von Cascavel ist Mata Atlântica.

### Klima
Das Klima ist gemäßigt warm. Es werden hohe Niederschlagsmengen verzeichnet (1841 mm pro Jahr). Im Jahresdurchschnitt liegt die Temperatur bei 20,0 °C. Die Klimaklassifikation nach Köppen und Geiger lautet Cfa.

### Gewässer
Cascavel liegt auf der Wasserscheide zwischen den drei Einzugsgebieten von Rio Paraná, Rio Piquiri und Rio Iguaçu.
Der Rio São Francisco Verdadeiro fließt zunächst auf der westlichen Grenze zu Toledo und dann weiter zum Rio Paraná.
Der Rio Tourinho und der Rio Melissa fließen zum Rio Piquiri.
Der Rio Cascavel und der Rio Quati entspringen mitten im Stadtgebiet und fließen zum Iguaçu-Nebenfluss Rio Andrada. Der Rio Tormenta fließt zunächst entlang der südöstlichen Grenze und mündet weiter südlich ebenfalls in den Iguaçu.

### Verkehr
In Cascavel kreuzen sich folgende Bundesstraßen:
- BR-277 von Foz do Iguaçu nach Paranaguá
- BR-163 von Barracão nach Guaíra
- BR-369 von Cascavel nach Ourinhos

Die Staatsstraße PR-180 erschließt den Süden des Munizips und führt nach Boa Vista da Aparecida.
Der Flughafen Cascavel liegt südwestlich der Stadt.

### Nachbarmunizipien
| Toledo                              | Tupãssi und Cafelândia                      | Braganey und Corbélia                |
|                                     | Kompassrose, die auf Nachbargemeinden zeigt | Campo Bonito                         |
| Santa Tereza do Oeste und Lindoeste | Boa Vista da Aparecida                      | Catanduvas und Três Barras do Paraná |

## Stadtverwaltung

### Aktuelle Amtsinhaber
Bürgermeister: Renato Da Silva, Partido Liberal (Brasilien, 2006) (2025–2028)
Vizebürgermeister: Henrique Mecabo Partido Novo (2025–2028)

### Liste der Stadtpräfekten
Quelle:
- 1952–1956: José Neves Formighieri
- 1956–1960: Helberto Edwino Schwarz
- 1960–1964: Octacílio Mion
- 1964–1969: Odilon Correia Reinhardt
- 1969–1973: Octacílio Mion
- 1973–1977: Pedro Muffato
- 1977–1983: Jacy Miguel Scanagatta
- 1983–1988: Fidelcino Tolentino
- 1989–1992: Salazar Barreiros
- 1993–1996: Fidelcino Tolentino
- 1997–2000: Salazar Barreiros
- 2001–2004: Edgar Bueno
- 2005–2008: Lísias Tomé
- 2009–2012: Edgar Bueno
- 2013–2016: Edgar Bueno
- 2017–2020: Leonaldo Paranhos
- 2021–2024: Leonaldo Paranhos
- 2025 – 2028: Renato Silva[10][12]

### Gemeindegliederung
Cascavel ist in acht Distrikte (distritos) geteilt, diese wiederum in 31 bairros. Distrikte:
- Distrito sede administrativa
- Rio do Salto
- Juvinópolis
- São João do Oeste
- Sede Alvorada
- São Salvador
- Distrito Sete
- Espigão Azul

## Demografie

### Bevölkerungsentwicklung
| Jahr | Einwohner | Stadt   | Land   |
| --- | --------- | ------- | ------ |
| 1960 | 39.598    | 5.274   | 34.324 |
| 1970 | 89.921    | 34.950  | 54.971 |
| 1980 | 163.470   | 123.656 | 39.814 |
| 1991 | 192.990   | 177.766 | 15.224 |
| 2000 | 245.369   | 228.673 | 16.696 |
| 2010 | 286.172   | 270.009 | 16.163 |
| 2021 | 336.073   | ?       | ?      |
| Die zur Anzeige dieser Grafik verwendete Erweiterung wurde dauerhaft deaktiviert. Wir arbeiten aktuell daran, diese und weitere betroffene Grafiken auf ein neues Format umzustellen. (Mehr dazu) |           |         |        |

Quelle: IBGE (2011)

### Ethnische Zusammensetzung
Ethnische Gruppen nach der statistischen Einteilung des IBGE (Stand 2000 mit 245.369 Einwohnern, Stand 2010 mit 286.205 Einwohnern):

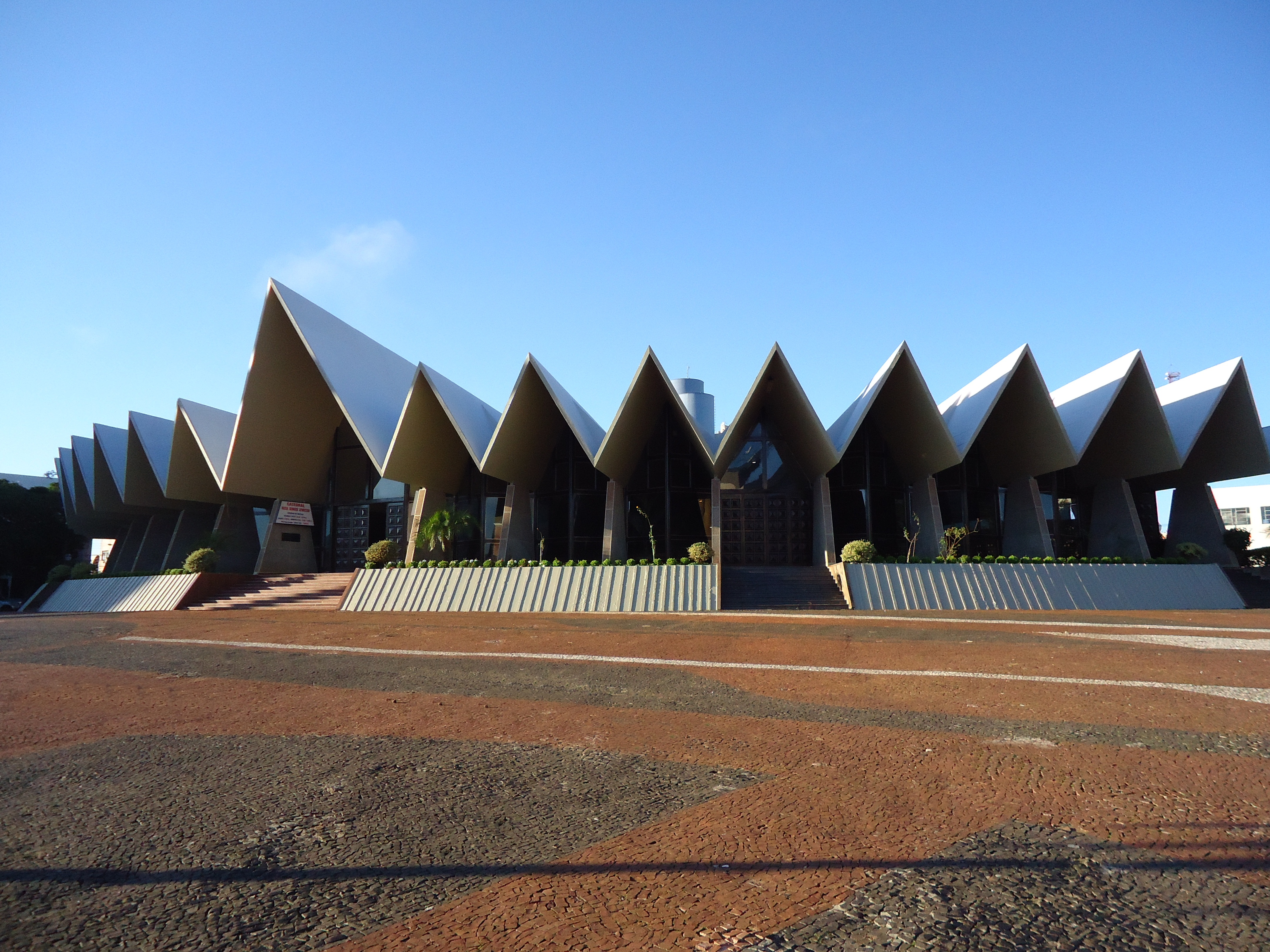
Kathedrale Nossa Senhora Aparecida des Erzbistums Cascavel

| Gruppe      | Anteil 2000       | Anteil 2010           | Anmerkung                        |
| ----------- | ----------------- | --------------------- | -------------------------------- |
| Brancos     | 192.240 (78,27 %) | ▲ 201.634 (70,45 %) ▼ | Weiße, Nachfahren von Europäern  |
| Pardos      | 45.431 (18,52 %)  | ▲ 74.815 (26,14 %) ▲  | Mischrassige, Mulatten, Mestizen |
| Pretos      | 5.074 (2,07 %)    | ▲ 7.250 (2,53 %) ▲    | Schwarze                         |
| Amarelos    | 1.162 (0,47 %)    | ▲ 2.223 (0,78 %) ▲    | Asiaten                          |
| Indígenas   | 733 (0,30 %)      | ▼ 251 (0,09 %) ▼      | indigene Bevölkerung             |
| ohne Angabe | 930               | 32                    |                                  |

## Religionen
Cascavel ist Sitz des Erzbistums Cascavel.

## Kultur und Sehenswürdigkeiten

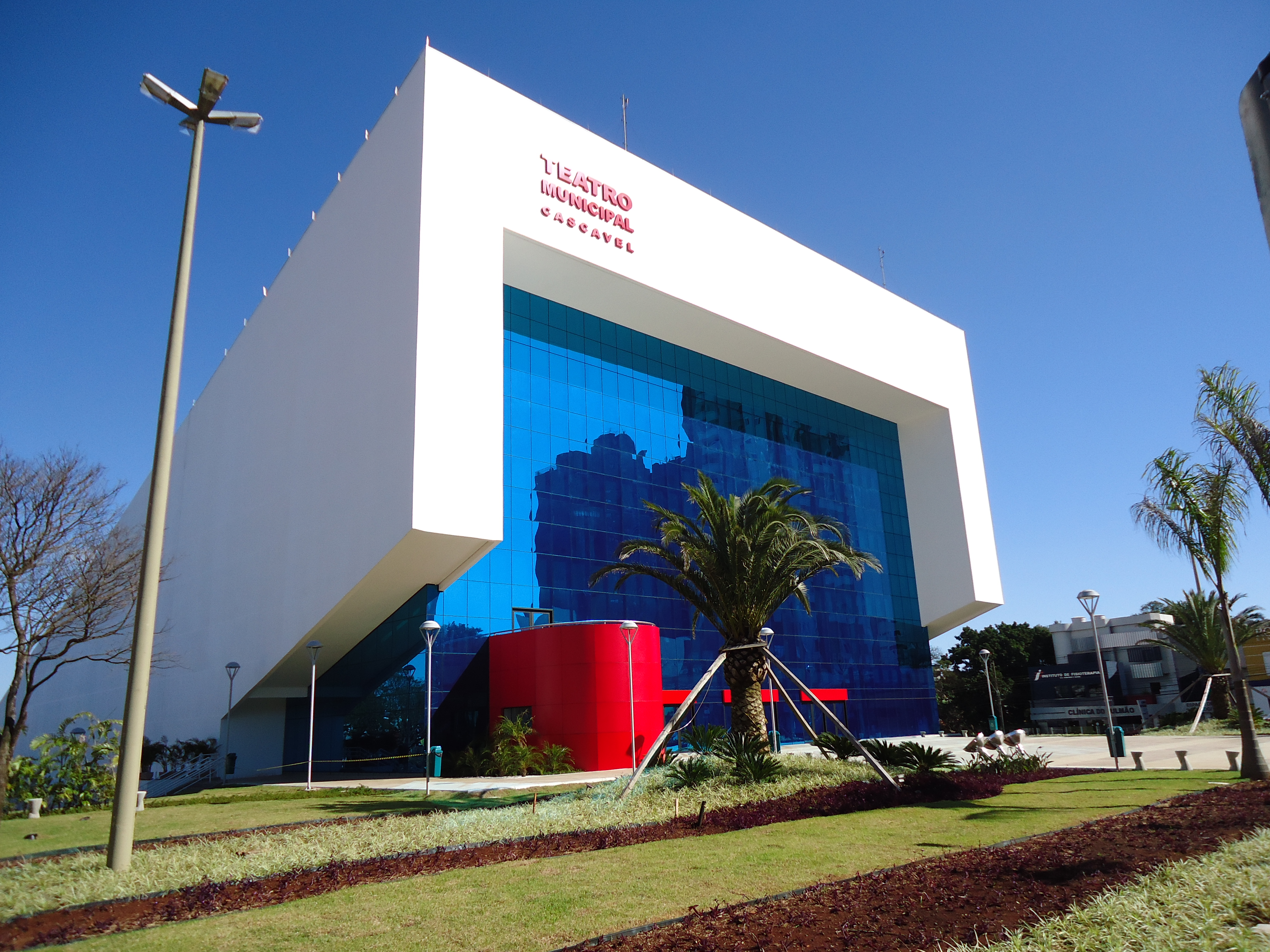
Teatro Municipal von Cascavel

### Theater
- Teatro Municipal de Cascavel - Sefrin Filho: das zweitgrößte Theater Paranás über 1325 Plätze wurde 2015 fertiggestellt

### Museen
Das Kulturzentrum Centro Cultural Gilberto Mayer beherbergt neben einem Kino auch zwei Museen
- Museu Histórico Celso Formighieri Sperança: das Historische Museum zeigt die Besiedlung der Region
- Museu da Imagem e do Som Pietro Tebaldi: das Bild- und Ton-Museum hat Tausende von Fotografien, Videos und Tonaufnahmen seit den Anfängen des Munizips

### Bibliothek
- Biblioteca Pública de Cascavel - Sandálio dos Santos: die Stadtbibliothek trägt den Namen des Lehrers, Schriftstellers und autodidaktische Mediziners, der auf Einladung des Gründers José Silvério de Oliveira nach Encruzilhada dos Gomes kam

### Parks
- Centro de Educação Ambiental Suely Festugatto (Parque Ambiental): in dem 140 ha großen Umweltpark wachsen einheimische Bäume und Pflanzen wie Peroba, Tapaia, Zeder, Zimt, Araukarie, Erva-Mate, Jerivá, Elfenbeinholz, Ginster oder Baumfarn. Hier leben Waldtiere wie Eidechsen, Nasenbären, Aras, Papageien, Maritacas, Kapuzineräffchen, Gürteltiere und Schlangen.
- Parque Ecológico Paulo Gorski umgibt den Lago Municipal, aus dem der Rio Cascavel entspringt. Mit 1,2 km² ist er das größte städtische Umweltschutzgebiet Südbrasiliens. Parque Municipal Danilo Galafassi
- Parque Municipal Danilo Galafassi: im Tierpark am Nordende des Lago Municipal  Zoológico Municipal leben einheimische Wildtiere, darunter Vögel, Reptilien und Säugetiere. Die einzigen Exoten sind Löwen und Tiger.

### Plätze
- Praça do Migrante: auf dem Platz steht das Denkmal des Migranten

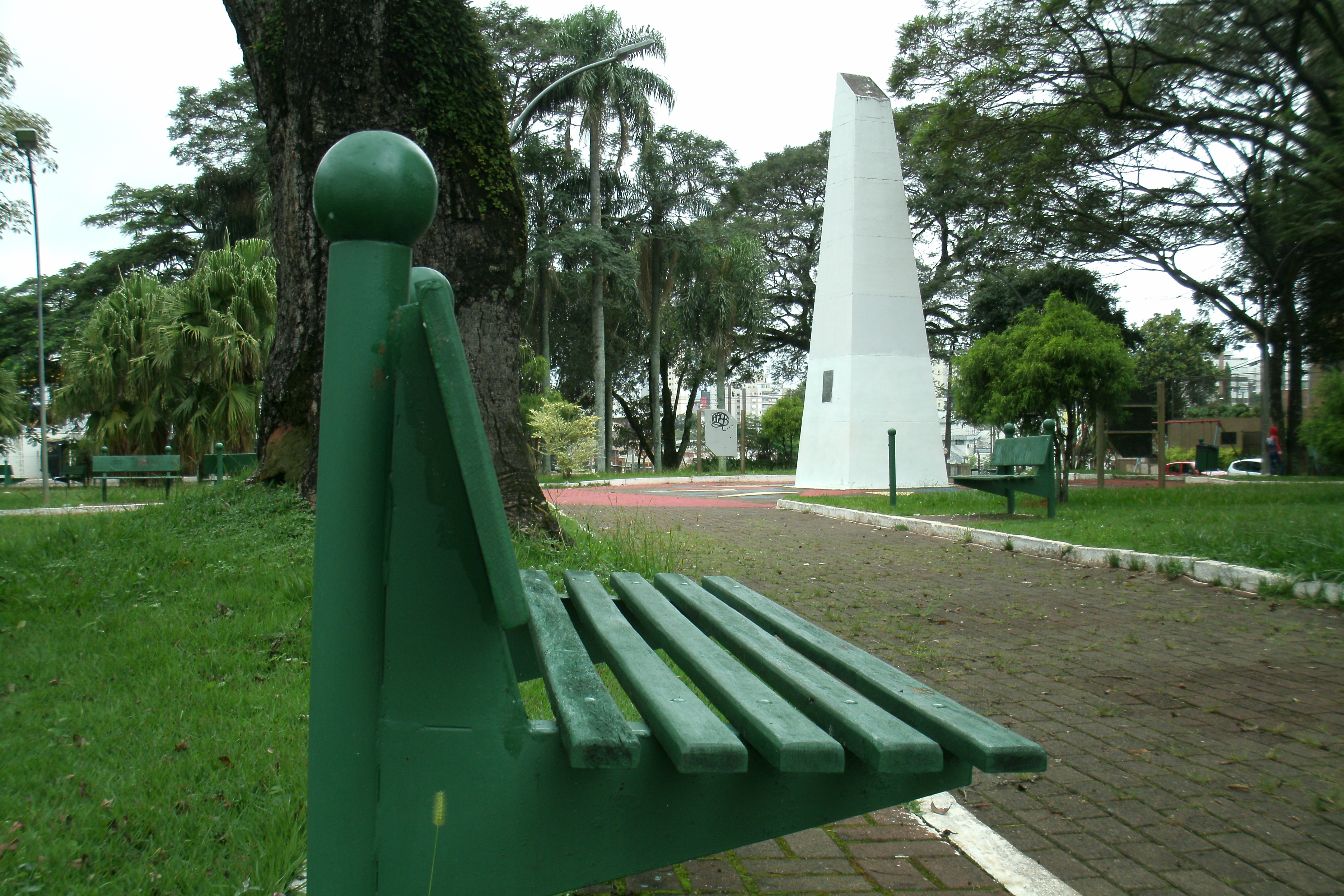
Obelisk auf der Praça Getúlio Vargas

- Obelisk auf der Praça Getúlio VargasPraça Getúlio Vargas: ein Obelisk markiert den historischen Ursprüng von Cascavel
- Praça Parigot de Souza: hier stehen noch viele einheimische Baumarten, insbesondere Araukarien. Der Name erinnert an den Gouverneur von Paraná der Jahre 1971 bis 1973
- Praça Wilson Joffre: der Name erinnert an den ersten Arzt, der sich in Cascavel niederließ. Er gründete das erste Krankenhaus und auch die erste Zeitung der Stadt.

### Regelmäßige Veranstaltungen

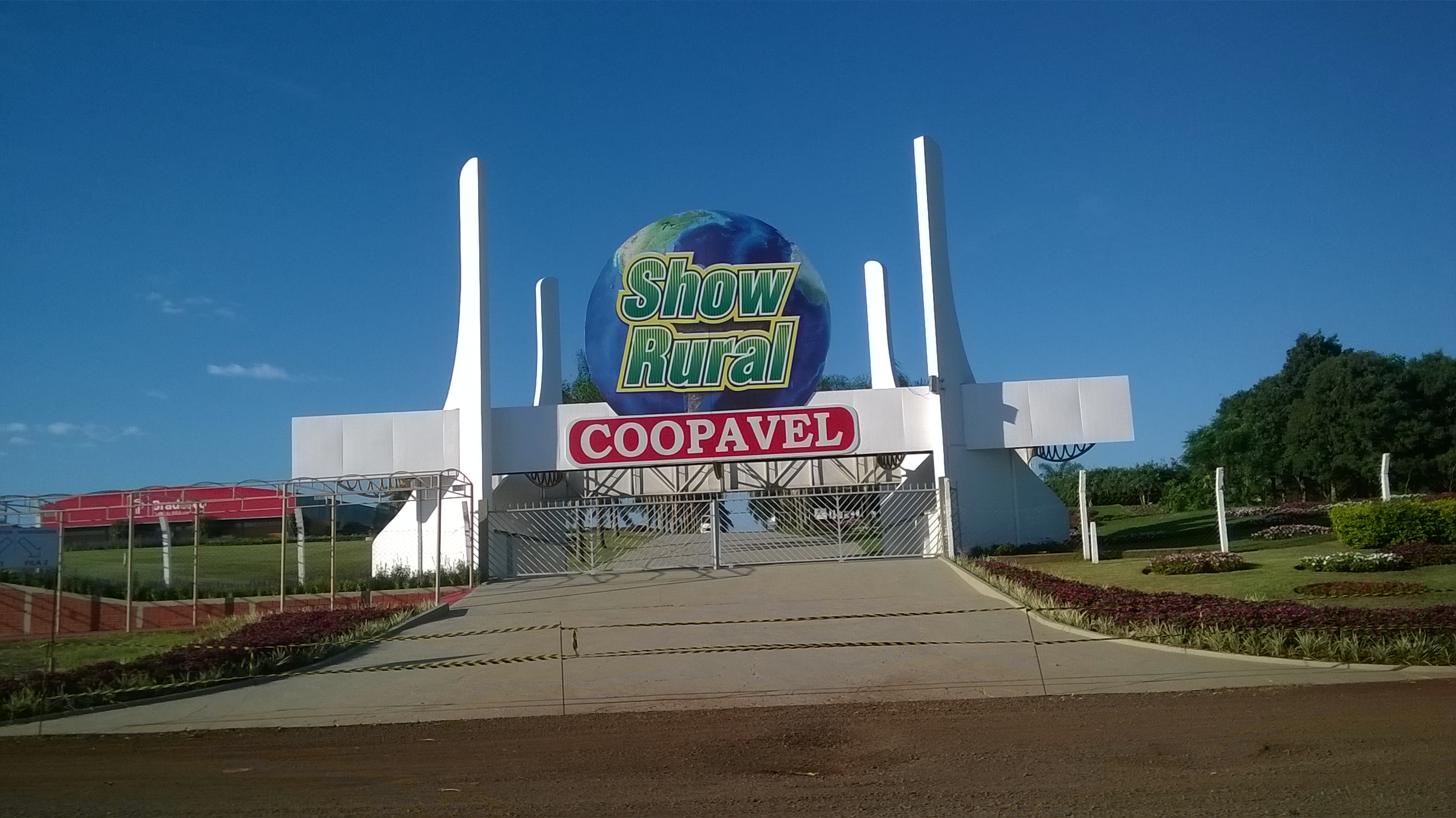
ShowRural in Cascavel

- Show Rural Coopavel: die Agrartechnologieausstellung findet jährlich Anfang Februar statt. Sie ist mit 480 Ausstellern und 230.000 Besuchern (2015) die größte Messe ihrer Art in Lateinamerika[16]

- Festa do Trabalhador: das Fest des Heiligen Josefs des Arbeiters wird jährlich an dessen Gedenktag, dem 1. Mai (und dem 30. April), gefeiert

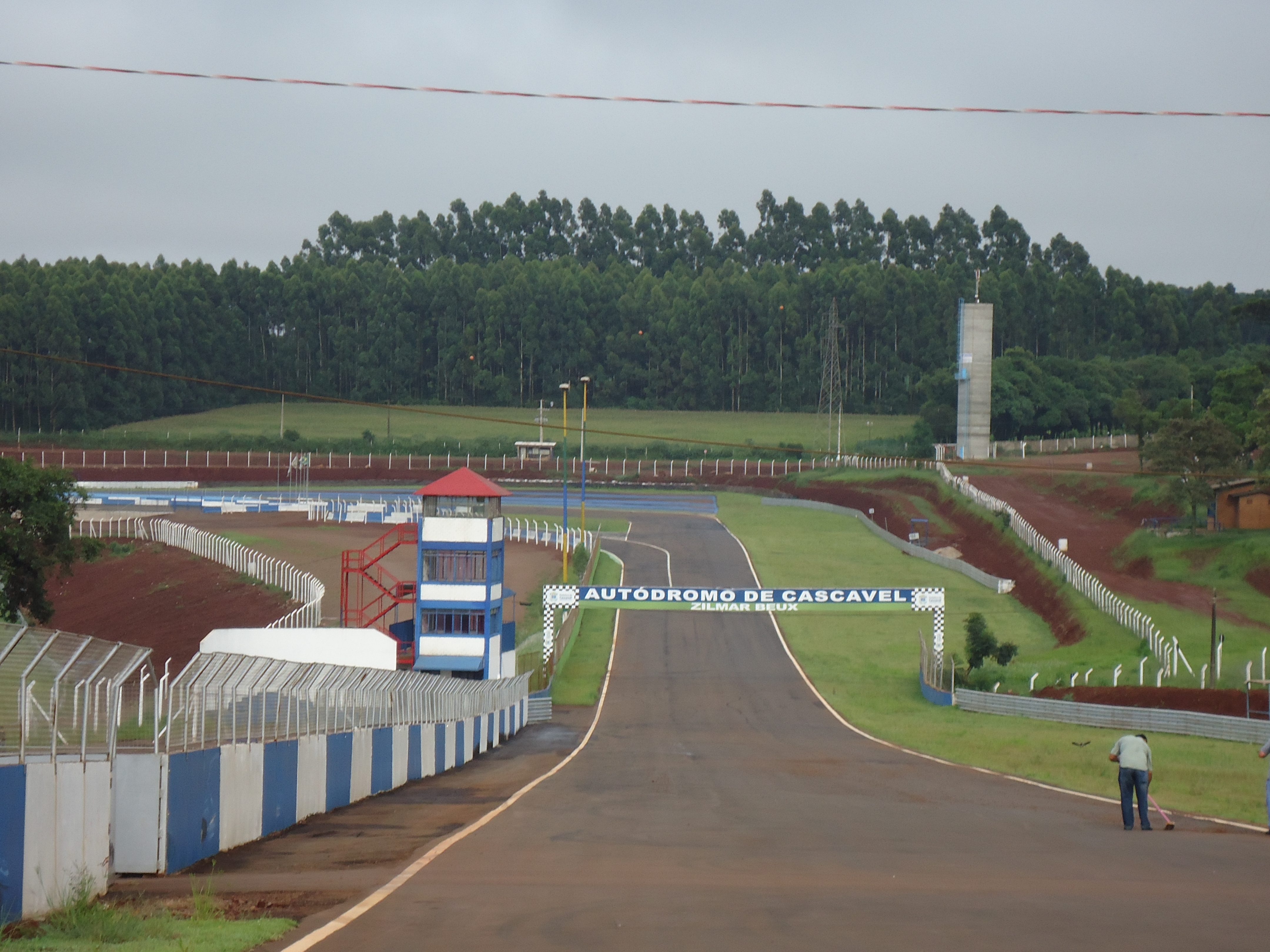
Autódromo Internacional Zilmar Beux in Cascavel

- Show Pecuário: die Viehausstellung findet jährlich im Juli statt. Es werden Rinder, Schafe, Pferde und Ziegen ausgestellt. Es gibt Vorträge, Wettbewerbe und Versteigerungen
- Festa da Padroeira: das Fest der Stadtpatronin Nossa Senhora da Conceição Aparecida wird jährlich vom Erzbistum Cascavel zusammen mit der Präfektur in der Woche um den 12. Oktober ausgerichtet
- Cascavel de Ouro: jährliches Autorennen im Autódromo Internacional de Cascavel Ende Oktober
- Expovel: die Landwirtschafts- und Industrieausstellung empfängt jährlich im November 200.000 Besucher.

## Wirtschaft

### Landwirtschaft
3.221 Betriebe erzeugen vorwiegend Sojabohnen, Weizen und Mais. Des Weiteren kommen Geflügel, Schweine und Milchprodukte aus Cascavel.

### Industrie
In der Industrie sind 1.200 Betriebe mit 22.000 Arbeitsplätzen tätig. Die wichtigsten Industriezweige sind Lebensmittel und Getränke (10.000 Arbeitsplätze), Chemikalien (2.000 Arbeitsplätze), Fahrzeugbau (2.000 Arbeitsplätze) sowie Metallverarbeitung und Mechanik (3.000 Arbeitsplätze).

### Dienstleistungen
Der private Dienstleistungssektor beschäftigt 36.500 Menschen, davon 29.000 allein im Groß- und Einzelhandel. Die öffentliche Verwaltung wird mit 9.200 Beschäftigten erbracht.

### Kennzahlen
Das Bruttosozialprodukt der Stadt wird zu 5,6 % durch Land- und Viehwirtschaft, zu 16,3 % durch Industrie und zu 64,4 % im Dienstleistungssektor und zu 13,6 % im Öffentlichen Dienst erwirtschaftet (2019).
Mit einem Bruttoinlandsprodukt pro Einwohner von 38.368,71 R$ (rund 8.500 €) lag Cascavel 2019 an 90. Stelle der 399 Munizipien Paranás.
Sein hoher Index der menschlichen Entwicklung von 0,782 (2010) setzte es zusammen mit Pato Branco auf den 4. Platz der paranaischen Munizipien (nach Curitiba, Maringá und Quatro Pontes).

## Sport
Cascavel ist Heimat des 2008 gegründeten Fußballvereins FC Cascavel mit seiner Spielstätte Estádio Olímpico Regional Jacy Miguel Scanagatta, 2023 Estádio Olímpico Regional Arnaldo Busatto genannt.
2021 wurde eines der modernsten Kompetenzzentren für Leichtathletiksport, das Centro Nacional de Treinamento em Atletismo, eingeweiht. Im September 2022 fanden in Cascavel die 10. Leichtathletik-U23-Südamerikameisterschaften statt.

## Söhne und Töchter der Stadt
- Paulinho Cascavel (* 1959), Fußballspieler
- César Daneliczen (* 1962), Radrennfahrer
- Renan Ferraro (* 1962), Radrennfahrer
- Algacir Munhak (* 1966), römisch-katholischer Ordensgeistlicher und Bischof von São Miguel Paulista
- Nilceu Aparecido dos Santos (* 1977), Radrennfahrer
- Leandro Augusto (* 1977), Fußballspieler
- Jaime Melo (* 1980), Autorennfahrer
- Wagner Reway (* 1981), Fußballschiedsrichter
- Henrique Vermudt (* 1999), Fußballspieler